# Abutilon palmeri
Abutilon palmeri är en malvaväxtart som beskrevs av Asa Gray. Abutilon palmeri ingår i släktet klockmalvor, och familjen malvaväxter. Inga underarter finns listade i Catalogue of Life.

## Bildgalleri

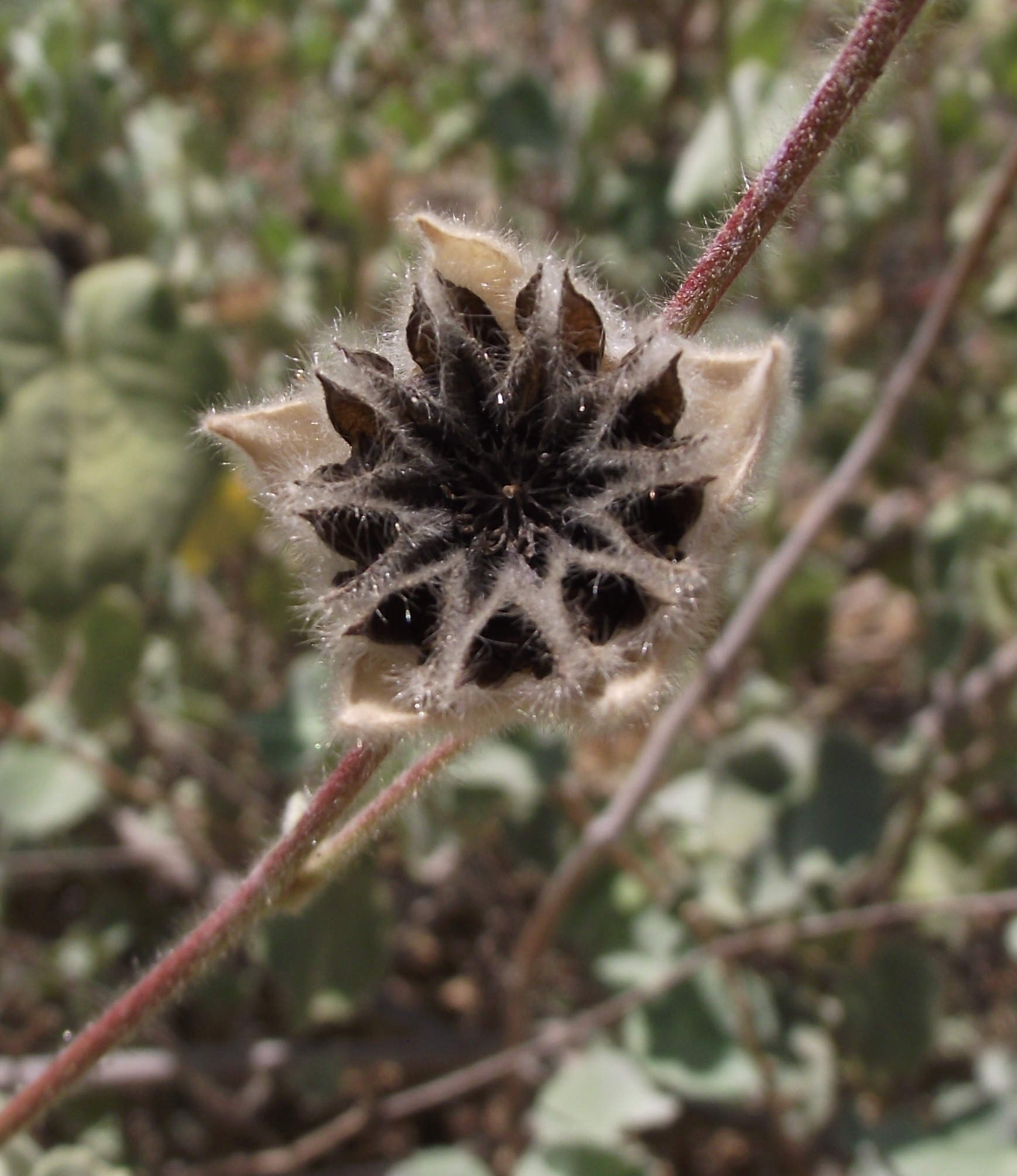
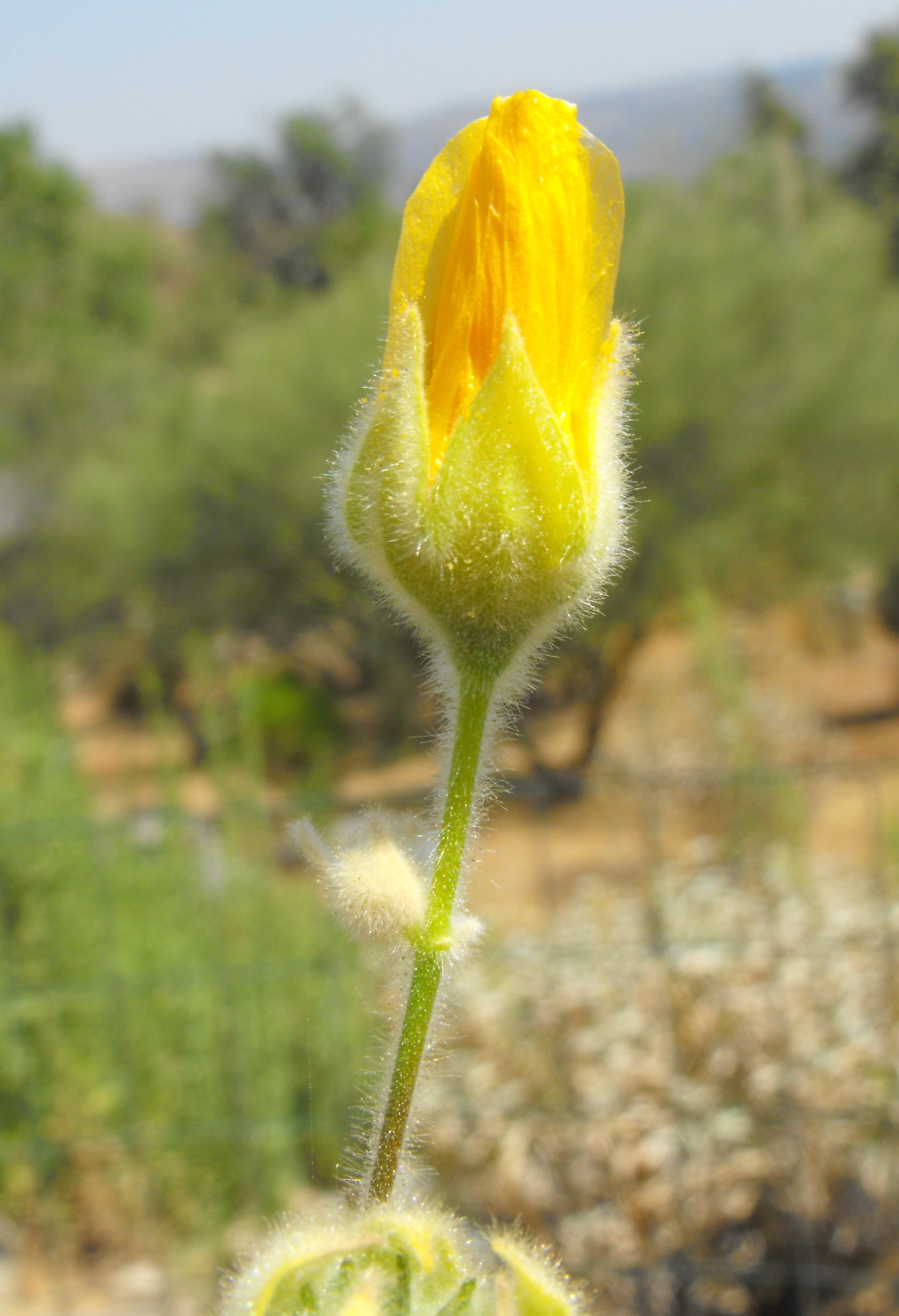
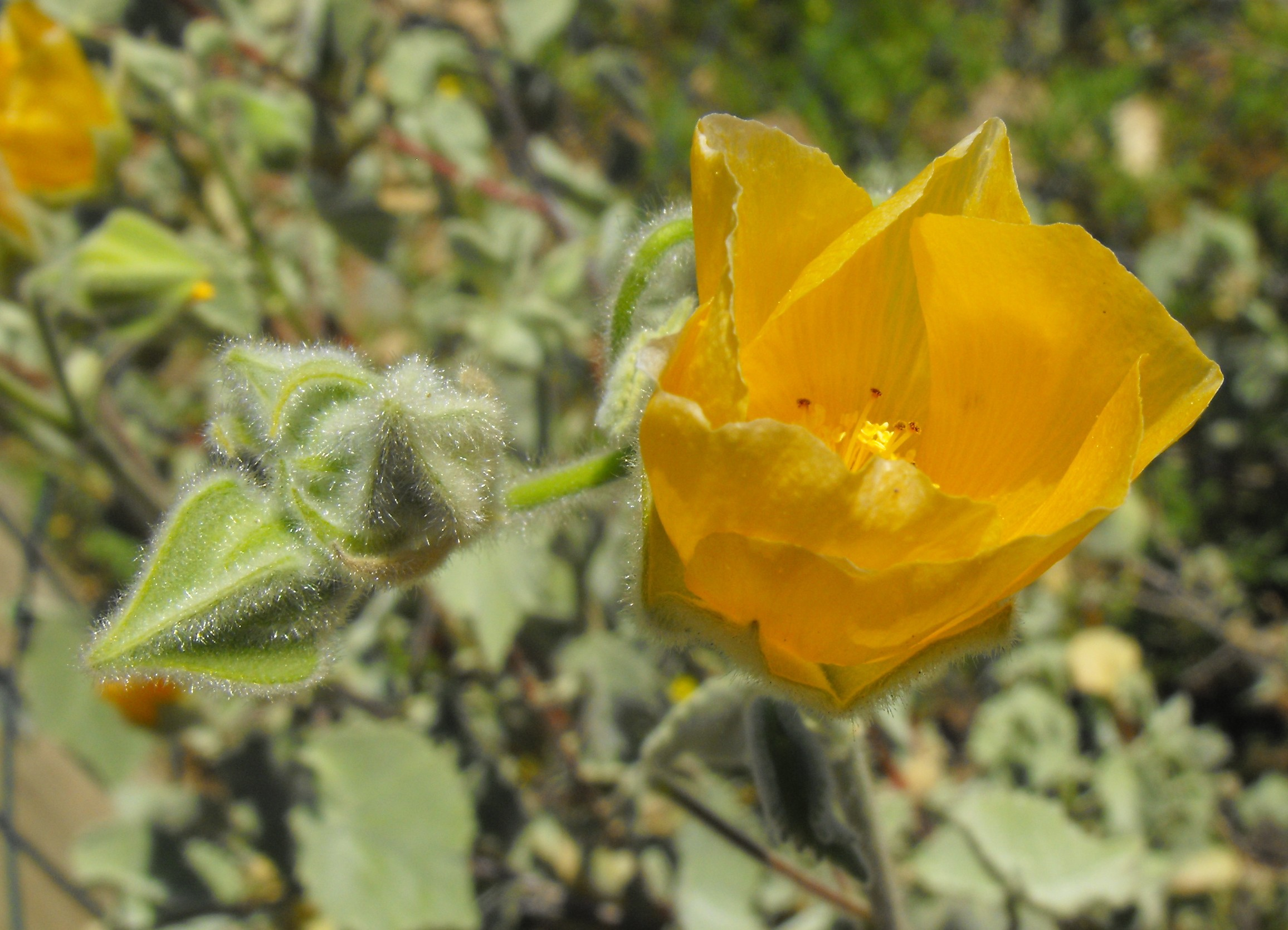